# Lenka Oborná
Lenka Oborná (2 de diciembre de 1987) es un jugador profesional de voleibol checo, juego de posición receptor/atacante.